# Wuxia
Wuxia (kin. 武俠), što doslovno znači "borilački heroji", žanr je kineske fikcije koji se bavi pustolovinama majstora borilačkih vještina u drevnoj Kini. Iako je wuxia tradicionalno oblik povijesne fantastične književnosti, njezina je popularnost uzrokovala prilagodbu za tako različite umjetničke forme kao što su kineska opera, manhua, televizijske drame, filmovi i videoigre. Dio je popularne kulture u mnogim zajednicama kineskog govornog područja diljem svijeta.
Riječ "wǔxiá" je složenica sastavljena od elemenata wǔ (武, doslovno "borbeni", "vojnički" ili "naoružan") i xiá (俠, doslovno "viteški", "osvetnik" ili "heroj"). Vještina borilačkih vještina koji slijedi kodeks xia često se naziva xiákè (俠客, doslovno "sljedbenik xia") ili yóuxiá (遊俠, doslovno "lutajući xia"). 
U nekim prijevodima, majstor borilačkih vještina pogrešno se naziva "mačevalac" ili "mačevalka", iako ne moraju nužno rukovati mačem.
Junaci u wuxia žanru obično ne služe gospodaru, ne posjeduju vojnu moć niti pripadaju aristokratskoj klasi. Često potječu iz nižih društvenih slojeva drevnog kineskog društva. Kodeks viteštva obično zahtijeva od wuxia heroja da ispravljaju nepravde, bore se za pravednost, uklanjaju tlačitelje i donose odmazdu za prošla nedjela. Kineske xia tradicije mogu se usporediti s borilačkim kodeksima iz drugih kultura, kao što je japanski samurajski bushidō.
Wuxia žanr predstavlja borilačku fantaziju, sadrži mnogobrojne mitološke elemente, te preuveličane i često natprirodne sposobnosti majstora borilačkih vještina, kao što su nadljudski visoki i daleki skokovi, izmicanje mecima, neranjivost na oštrice mača, trčanje po vodi ili uza zid, i slično.
Elementi ovog žanra poznati su i u nekim drugim zemljama dalekog istoka, pa tako osim podžanra Kung Fu filmova, također postoje i wuxia Ninja filmovi u Japanu, te korejski filmovi slične tematike.

## Vanjske poveznice
- What is Wuxia
- Wuxia world
- Wuxia tropes
- Wuxia video
- Wuxia genre
- Wuxia fandom
- The Wuxia tradition